# Gardiner Means
Gardiner C. Means (1896–1988) est un économiste américain. Il a travaillé à l'université Harvard où il a rencontré Adolf Berle. Ensemble ils ont écrit  un ouvrage  clé de la gouvernance d'entreprise : The Modern Corporation and Private Property. Means  appartenait à la tradition de l'économie institutionnelle.  En 1934, il a créé le terme de prix administré pour désigner les prix des firmes en position de monopole. Dans le livre The Corporate Revolution in America (1962) il écrit :

« Nous avons actuellement des entreprises employant des centaines de milliers de salariés, ayant des centaines de milliers d'actionnaires, utilisant des outils de production valant des milliards de dollars, servant des millions de consommateurs et contrôlés par une seule équipe de managers. Ce sont de grands collectifs d'entreprise et un système composés par eux pourrait bien être appelé "capitalisme collectif". »

Means soutenait que dans une économie de grandes firmes c'est l'intérêt du management et non celui du public qui prime.

## Écrits de Means
- The Modern Corporation and Private Property avec Adolf Berle (1932)
- "Industrial Prices and their Relative Inflexibility" (1935)
- Patterns of Resource Use (1938)
- The Structure of the American Economy (1939)
- Pricing Power and the Public Interest (1962)
- The Corporate Revolution in America (1962)
- "Simultaneous Inflation and Unemployment: Challenge to theory and policy" (1975)
- The Heterodox Economics of Gardiner C. Means: A collection 1991.
- A Monetary Theory of Employment 1994.